# Mallerenga cuallarga americana
La mallerenga cuallarga americana (Psaltriparus minimus) és una espècie d'ocell de la família dels egitàlids (Aegithalidae) i única espècie del gènere Psaltriparus Bonaparte, 1850. El seu estat de conservació es considera de risc mínim.

## Hàbitat i distribució
Habita garrigues, boscos de xiprers, boscos de ribera, vegetació costanera i encara ciutats, des del sud-oest de la Colúmbia Britànica, cap al sud, a través de gran part d'Amèrica del Nord fins al centre de Guatemala.